# Clubbing TV
 (février 2024).
Si vous disposez d'ouvrages ou d'articles de référence ou si vous connaissez des sites web de qualité traitant du thème abordé ici, merci de compléter l'article en donnant les références utiles à sa vérifiabilité et en les liant à la section « Notes et références ».
Clubbing TV est une chaîne HDTV indépendante entièrement consacrée à la musique électronique, aux DJ et à la culture de la Dance Music. La chaîne a été créée par Stephane Schweitzer.

## Historique
Cette chaine de télévision a été lancée le 19 janvier 2009, à l'occasion de l'ouverture de la 43e édition du Midem à Cannes. Aujourd'hui, Clubbing TV est la deuxième chaîne TV centrée sur la musique électronique au monde après la chaîne Wbpm disparue en 1998.
Cette chaîne est particulièrement active dans le milieu du clubbing,. Elle détient l'une des plus importantes bases de données de DJ mix avec du contenu vidéo. Elle organise des tournées en tant qu'activité d'agent. Depuis 2021, elle s'est associée avec une école pour faire des formations en ligne de DJing et de musique assistée par ordinateur.
La stratégie de la chaîne est de tout internaliser que ce soit pour la partie technique (diffusion de UHD) et de production.

## Slogan
- Original : The World's 1st Channel exclusively dedicated to electronic music, DJs and club culture

Traduction : La 1re chaîne au monde exclusivement consacrée à la musique électronique, aux DJs et à la culture club
- Additionnel : Clubbing TV … Louder than your speakers!

Traduction : Clubbing TV ... Plus fort que vos enceintes ! 

## Identité visuelle

### Logo

Logo actuel depuis 2014

## Diffusion
Clubbing TV est la deuxième chaîne de télévision au monde consacrée à la culture de la musique de danse après la chaîne Wbpm lancée en 1997, disponible en HD 24 heures sur 24, 7 jours sur 7, dans plus de 50 pays (par câble, satellite, fibre, DSL, IPTV, téléviseurs connectés, OTT, Web, applications mobiles) et dans les îles Baléares d'Ibiza et de Formentera via la télévision numérique terrestre (TNT).
La chaîne propose des événements en direct, des DJ sets, des programmes de style de vie, des vidéos musicales, des reportages sur des soirées, des interviews avec des DJ et des producteurs, ainsi que des spectacles, festivals et concerts gravitant autour de la scène internationale de la Dance Music.
Clubbing TV représente tous les styles de la musique électronique à travers le monde. Étant le partenaire média officiel de festivals électro dans le monde, Clubbing TV est présent à des évènements tels que: Amsterdam Dance Event, la Miami Winter Music Conference, l'International Music Summit à Ibiza, Time Warp, Tomorrowland, Exit Festival, des clubs d'Ibiza et d'autres.
Depuis le 13 janvier 2021, la chaîne est accessible sur SAMSUNG TV Plus à 20 millions d'utilisateurs dans un total de sept pays européens : France, Allemagne, Autriche, Suisse, Royaume-Uni, Italie, Espagne.
Également disponible à la demande, le portefeuille VOD de Clubbing TV comprend plus de 1300 titres avec 700 heures de contenu HD et 150 heures de contenu 4K.